# Natti Natasha
Natalia Alexandra Gutiérrez Batista, művésznevén Natti Natasha (Santiago de los Caballeros, 1986. december 10. –) dominikai énekesnő és dalszerző. Karrierje kezdetén Don Omar Orfanato Music Group kiadójához szerződött. Debütáló albuma 2012 júniusában jelent meg All About Me címmel.

## Élete
1986. december 10-én született Santiago de los Caballeros városában, a zenével is itt ismerkedett meg. Nyolc éves korában a Fine Arts in Santiago művészeti iskolába kezdett járni, ahol énekórákat vett. 2012-ben leszerződött Don Omar Orfanato Music Group nevű kiadójához, akivel közös száma is megjelent "Dutty Love" címmel. Első stúdióalbumát 2012-ben jelentette meg. Jelenleg a Pina Records előadója. 2018-as, Becky G-vel közös kislemeze, a "Sin Pijama" világsiker lett.

## Diszkográfia

### Stúdióalbumok
- All About Me (2012)

### Kislemezek
- Dutty Love (2012, közr. Don Omar)
- Crazy in Love (2013, közr. Farruko)
- Perdido en Tus Ojos (2015, közr. Don Omar)
- Otra Cosa (2017, közr. Daddy Yankee)
- Criminal (2017, közr. Ozuna)
- Amantes de Una Noche (2018, közr. Bad Bunny)
- Tonta (2018, közr. R.K.M & Ken-Y)
- Sin Pijama (2018, közr. Becky G)
- No me acuerdo (2018, közr. Thalía)
- Quién Sabe (2018)
- Justicia (2018, közr. Silvestre Dangond)
- Buena Vida (2018, közr. Daddy Yankee)
- Te Mueves (2020, közr. Zion Y Lennox)

## Fordítás
- Ez a szócikk részben vagy egészben  a   Natti Natasha című angol Wikipédia-szócikk ezen változatának fordításán alapul.  Az eredeti cikk szerkesztőit annak laptörténete sorolja fel. Ez a jelzés csupán a megfogalmazás eredetét és a szerzői jogokat jelzi, nem szolgál a cikkben szereplő információk forrásmegjelöléseként.